# Mittewald ob Villach
Mittewald ob Villach je naselje Statutarnega mesta Beljak na Koroškem v Avstriji.